# Potaczkowa

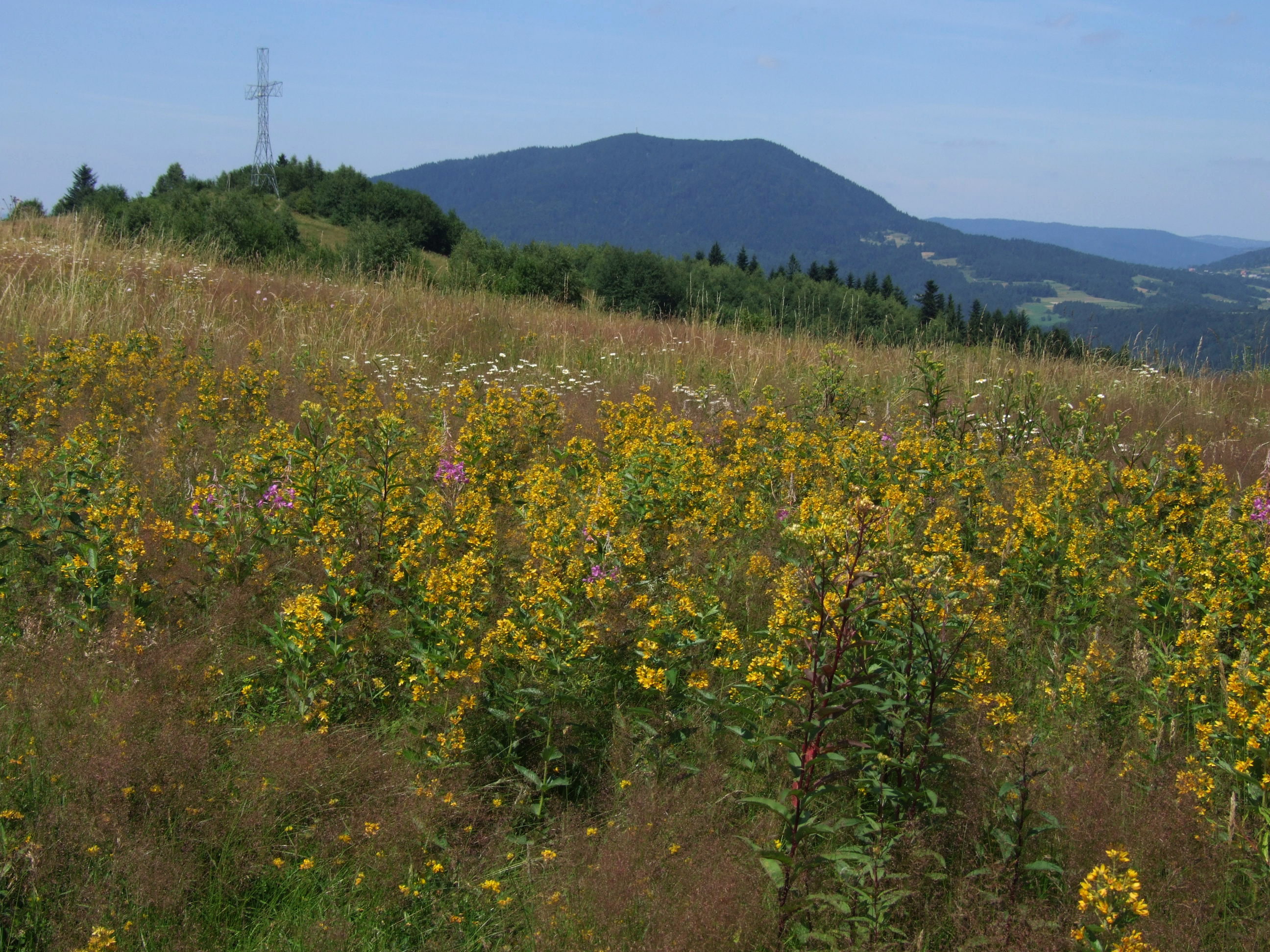
Krzyż na szczycie Potaczkowej

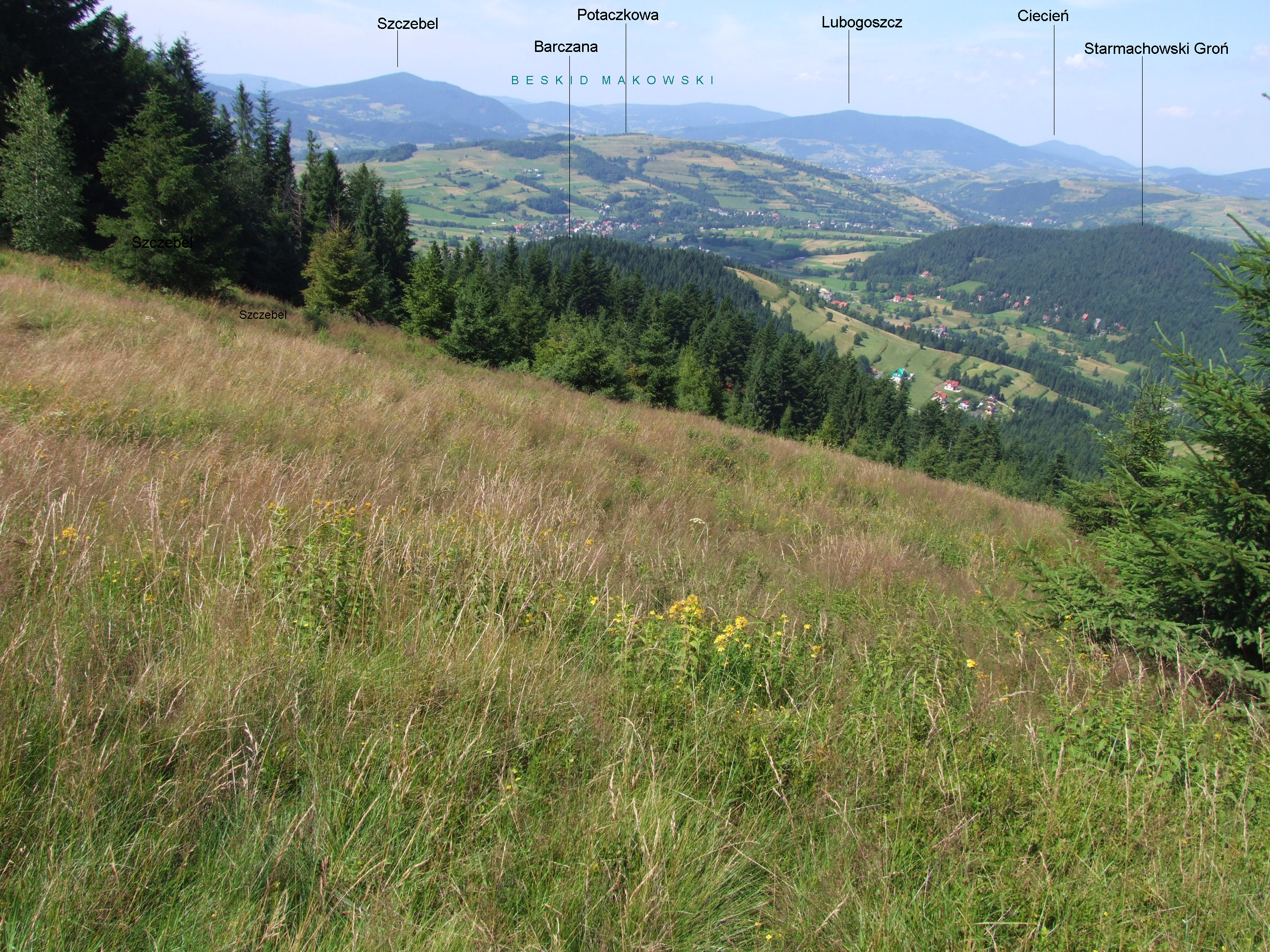
Widok z Jaworzyny Porębskiej

Potaczkowa (746 m) – wzniesienie w Gorcach w grzbiecie oddzielającym dolinę Porębianki od doliny Raby i jej dopływu – potoku Olszówka.

## Nazewnictwo
Nazwę Potaczkowa podaje Józef Nyka, przewodnik Gorce i mapa Compassu. Nazwa ta wywodzi się od znanego rodu Potaczków z Podobina, właścicieli znacznych połaci lasów i terenów wypasowych w Gorcach w połowie XVIII wieku. W wydanym w latach 1880–1902 Słowniku geograficznym Królestwa Polskiego wzniesienie ma nazwę Potoczkowa. Józef Nyka podaje, że współcześni mu górale używali nazwy Kotelnica, taką też nazwę podaje mapa lotnicza Geoportalu. Ta nazwa pochodzi od gwarowego słowa kotelnica, które oznacza kotlinę lub inną depresję w terenie, albo miejsce kocenia się (i zimowania) owiec. Pochodzące od tego słowa geograficzne nazwy spotyka się w wielu miejscach w Karpatach. Na topograficznej mapie Geoportalu wzniesienie ma nazwę Potaczkowa i jako alternatywną nazwę Kotelnica.

## Topografia
W mającym południkowy przebieg grzbiecie Potaczkowej kolejno od północy na południe wyróżnia się wzniesienia: Jadamczyków Groń (611 m), Groniki (715 m), Kotelnica (Potaczkowa) (746 m) i Chabówka (705 m). Potaczkowa jest więc najwyższym z nich. Jej szczyt znajduje się we wsi Podobin, ale stoki znajdują się także w granicach wsi Olszówka, Poręba Wielka i Niedźwiedź. Zabudowania Podobina (osiedle Potoczki) dość wysoko podchodzą na północno-wschodnie stoki Potaczkowej i prowadzi do nich asfaltowa droga. W zachodnim kierunku pod szczytem Potaczkowej, na wysokości około 715 m znajdują się źródła potoku Głęboki, który spływa w północno-zachodnim kierunku i uchodzi do potoku Pasternik (dopływ Raby).

## Opis wzniesienia
Lasy pierwotnie porastające całe Karpaty zostały na Potaczkowej niemal całkowicie wycięte dla potrzeb rolnictwa. W okresie przeludnienia Podhala (od połowy XIX w. do końca II wojny światowej) pod uprawę lub pasterstwo wykorzystywano każdy skrawek ziemi. Jednak w latach 1980. pasterstwo w całych Beskidach stało się nieopłacalne, od lat 1990. również uprawa ziemi na wyżej położonych obszarach, z kiepską droga dojazdową, tak samo stała się nieopłacalna. Obecnie na Potaczkowej znaczna część dawnych pól uprawnych i łąk to nieużytki, na których nawet nie kosi się trawy. Wskutek tego obserwujemy na nich kolejne etapy naturalnej wtórnej sukcesji ekologicznej. O dawnych poletkach uprawnych świadczą już tylko równoległe rzędy miedz i zagony. Jeśli nie zostaną podjęte przeciwdziałania – Potaczkowa zarośnie lasem, który jest ostatecznym etapem tej sukcesji (stało się tak już z wieloma dawnymi polanami i polami uprawnymi). Od 2001 roku nad Potaczkową regularnie obserwowano orła przedniego.
W listopadzie 2000 roku na szczycie Potaczkowej zamontowano pamiątkowy krzyż milenijny, wzorowany na tym z Giewontu.

## Turystyka i rekreacja
Dawniej Potaczkowa była turystom praktycznie nieznana. Tymczasem usytuowanie Potaczkowej, a przede wszystkim jej rozległy i odkryty płaskowyż zapewniają rozległe widoki. Z samego szczytu widoki częściowo przesłania kępa drzew, ale ze szlaku i grzbietu Potaczkowej widoki obejmują cały horyzont.
Od 2010 roku w dniu 15 sierpnia, w obchodzoną w kościele katolickim Uroczystość Wniebowzięcia Najświętszej Maryi Panny, potocznie zwaną świętem Matki Bożej Zielnej na szczycie Potaczkowej organizowane jest doroczne spotkanie w ramach akcji „Odkryj Beskid Wyspowy”, podczas którego odbywa się m.in. Msza Święta, występ kapeli góralskiej i konkurs na najpiękniejszy bukiet zielny. To właśnie w ramach tej akcji w 2011 roku wyznakowano szlak turystyczny im. Elfrydy Trybowskiej i Juliana Tolińskiego z Rabki-Zdroju do Mszany Dolnej. Oficjalne otwarcie odbyło się 11 września 2011 roku (przy krzyżu na Potaczkowej). Szlak jest stosunkowo łatwy, ma 16 km. Ze szlaku widoki na Beskid Wyspowy, Żywiecki, Tatry i Gorce. Jest on przeznaczony tylko dla pieszych turystów, ale w przyszłości jest planowany również dla rowerzystów i narciarzy biegowych.
Na walorach Potaczkowej wcześniej rozpoznali się paralotniarze i jej strome północno-wschodnie stoki wykorzystywane są przez nich do startu.

## Szlak turystyczny
Rabka-Zdrój – Grzebień – Olszówka – Potaczkowa – Mszana Dolna. Długość ok. 16 km.